# Pyrenophora avenae
Pyrenophora avenae är en svampart som beskrevs av S. Ito & Kurib. 1930. Pyrenophora avenae ingår i släktet Pyrenophora och familjen Pleosporaceae.   Inga underarter finns listade i Catalogue of Life.